# Foho Dumaunlow
Der Foho Dumaunlow (kurz Dumaunlow) ist ein Berg in der osttimoresischen Gemeinde Bobonaro. Er liegt im Südosten des Sucos Leolima (Verwaltungsamt Balibo), im Zentrum der Aldeia Raifatuk und hat eine Höhe von 313 m. Südlich befindet sich das Dorf Diruana. Nordwestlich liegt der Foho Leolima.